# Аспаран
Аспаран (фр. Hasparren) је насељено место у Француској у региону Аквитанија, у департману Атлантски Пиринеји.
По подацима из 2011. године у општини је живело 6139 становника, а густина насељености је износила 79,72 становника/km².

## Демографија
| 1990. | 2011. |
| ----- | ----- |
| 5.399 | 6.139 |